# Jacint Rosell i Llosa
Jacint Rosell i Llosa (Tortosa, Tarragona, 22 de maig de 1806 - València, 6 de maig de 1871) fou un canonista i catedràtic català.
Va fer els seus primers estudis i ingressà en el Seminari de la seva ciutat natal, en el que es distingí ben aviat. Va fer oposicions a una beca del Col·legi imperial de Sant Maties, guanyant-la amb la nota més alta. El bisbe de Tortosa, veient la seva aplicació, li concedí una beca del patronat de la Universitat de Cervera i el grau de batxiller en teologia (1828). Aconseguí la llicenciatura en Dret Canònic per la Universitat de Cervera el maig de 1832. El 15 d'abril de 1843 se li commutà el batxiller i llicenciatura en cànons pels mateixos graus en la Facultat de Jurisprudència. Es doctorà en Dret en la Universitat de València.

## Carrera acadèmica
El juliol de 1832, pocs mesos d'aconseguir la llicenciatura, fou nomenat Catedràtic en la Universitat de València, càtedra (que desenvolupà durant trenta-cinc anys) i d'Història i elements del Dret Cànonic. Era molt volgut i respectat, tant per la seva virtut com pel seu talent, i fou cridat a consulta moltes vegades per la Cúria eclesiàstica d'aquell arquebisbat en assumptes dubtosos de dret i disciplina, en temps dels prelats García Abella i Barrio. Aconseguí tres canongies per oposició i de jove donà molt a entendre a la Cúria romana, amb el seu fullet El celibato eclesiástico, que va merèixer les censures d'aquell alt cos.

## Problemes amb els seus càrrecs
Fou reposat diverses vegades en la seva càtedra: primer per haver estat nomenat canonge doctoral en la Catedral de Tortosa (17 d'agost de 1832) i després ser apartat del seu lloc arran dels esdeveniments de setembre de 1840 que portaren el general Espartero a la Regència. D'aquí que exercís la seva labor entre maig de 1834 i setembre de 1840 i, després, a partir d'octubre de 1856 aconsegueix la càtedra d'ascens sense que consti que assolís la de térmens malgrat sol·licitar-ho en diverses ocasions (7 de febrer de 1862, 4 de juny de 1870).
Fou diverses vegades president del Col·legi d'Advocats, de València, i de l'Acadèmia de Jurisprudència i Legislació. La seva obra principal fou; Discurso sobre la unidad de la Iglesia Católica, Valencia 1854.